# Estanislao Marco Valls
Estanislao Marco Valls (la Vall d'Uixó, Castelló, 17 de maig de 1873 - València, 22 de juny de 1954) fou un compositor i guitarrista valencià.
Estanislao Marco és una de les figures més desconegudes en la història de la guitarra, sent fonamental el seu paper com a nexe d'unió entre Francesc Tàrrega i la generació de guitarristes nascuts en la segona dècada del segle xx.

## Vida professional
La vida professional d'Estanislao no va ser fàcil en els seus inicis. D'origen molt humil, als cinc anys es va traslladar amb la seua família a València, on va començar les seues actuacions com a músic ambulant pels carrers i les places de la ciutat. Son pare, Manuel Marco, era guitarrista aficionat i li va ensenyar les primeres nocions de l'instrument. Les lliçons de solfeig les va rebre del seu germà Manuel, que assistia a l'acadèmia de música del mestre Manuel Penella, tot realitzant grans progressos en poc de temps. Va conéixer Tomàs Rico, empresari del Teatre Principal de València, qui li va autoritzar l'entrada lliure per la porta de l'escenari que donava a la trapa on es reunien els músics de l'orquestra durant l'entreacte. Allí, tot just amb huit anys, es va iniciar en l'aprenentatge de la interpretació i la tècnica musical. Va tindre ocasió d'escoltar en directe i de relacionar-se amb les grans figures de l'època com Tàrrega, que va actuar al novembre de 1880, el violinista Pablo Sarasate, la soprano madrilenya Adelina Patti, el tenor Francisco Vinyes, Anton Rubinstein…
Moltes vegades va actuar amb el seu germà per a algunes companyies de teatre, òpera i sarsuela. En 1887 van ser els encarregats d'organitzar una rondalla de guitarres, llaüts i bandúrries amb músics cecs per a l'execució de la cercavila i la jota final del primer acte en l'estrena de la sarsuela de Ruperto Chapí La Bruixa, al Teatre Principal de València, i en La Dolores del mestre Tomás Bretón.

## QuartetEl Túria
La seua carrera concertística es va desenvolupar junt amb els seus germans tot formant el cèlebre quartet El Túria. El componien: Manuel, bandúrria; Teresa, llaüt lira; Magenia, bandúrria lira, i Estanislao, guitarra. Més tard es va convertir en quintet amb l'entrada d'Emilio al piano. Van recórrer tot Espanya, i la seua fama i èxits van traspassar les nostres fronteres. Van actuar a França, a Portugal i a Algèria. Van ser considerats els millors de la seua època, i van realitzar més de mil concerts entre 1889 i 1907. Tenien un repertori de més de 400 obres tocades de memòria. En una crítica d'El Mercantil Valenciano del 2 de març de 1893 podem llegir: "Hom diria quan se'ls escolta, que els impel·leix una mateixa força, com si foren peces d'un mecanisme perfecte i ben equilibrat, a què cal agregar l'ànima, amb manifestacions que es revelen per mitjà de matisos exquisits i de gradacions de sonoritat que causa encís en l'ànim de l'auditori".
En les seues llargues temporades a Madrid, van arribar a actuar en diferents ocasions al Palau Reial davant de SS. MM. Doña María Cristina, Regina Regent, la infanta Doña Isabel, Don Alfonso XIII, membres de la noblesa i del cos diplomàtic. Estanislao ho relata així a les seues memòries: "Actuàrem durant dos mesos al Teatro Alhambra i a continuació, per mediació del director d'orquestra valencià Vicente Lleó, vam ser contractats per a actuar en el Nuevo Teatro situat al carrer de Capellades. Allí vam conèixer els germans Quintero. Un cert dia, després de dinar, rebérem la visita d'un alt empleat de Palau, qui per encàrrec de Sa Altesa la infanta Doña Isabel ens encaria que ens entrevistàrem amb el Mayordomo Mayor de Palacio, senyor Duque de Sotomayor, a fi de complimentar els desitjos de Sa majestat i de la resta de persones de la Família Reial d'escoltar el Quartet El Túria en concert privat per estar La Cort de dol. Es va convindre a celebrar el dit concert a les nou i mitja de la nit en la data prefixada. Convé advertir que la nostra actuació al teatre era al voltant de les onze de la nit. Amb l'exactitud de les coses de Palau, a les nou i mitja en punt començava el nostre concert davant de les persones reials, a excepció de la infanta Doña Isabel, que va seure al meu costat. No vam executar un programa determinat, car comptant amb un extensíssim repertori i posseint S. M. la Reina una vasta cultura musical, cal dir que executàrem les obres que ens anava demanant o indicant. En sonar les onze sense notar tedi ni cansament en els oients, li vaig recordar al meu germà com es feia l'hora del nostre compromís amb el teatre, i tot dirigint-se a la Reina li va anunciar la nostra retirada, a la qual cosa va contestar ella un poc sorpresa: "Tan prompte?..."

## Docència
Quan en 1907 es dissol el quintet, Estanislao Marco es retira del món concertístic per a dedicar-se a la composició i a la docència privada. Així va fundar i dirigir la Rondalla Valenciana del Centre Instructiu Musical de Benimaclet i la Rondalla Segarra de la Vall d'Uixó, en la qual va romandre de 1943 a 1953.
Entre els seus alumnes destaquen el valencià Patricio Galindo, membre fundador de la societat "Amics de la Guitarra", gran compositor i autor de nombroses obres didàctiques, i l'universal mestre murcià Narciso Yepes, que va rebre les seues ensenyances en 1940 quan comptava tretze anys. En el disc Músicas de España y América (Zafiro, 1989), es pot llegir el següent comentari seu: "Estanislao Marco va ser un dels deixebles predilectes de Tàrrega. Jo vaig tindre la sort d'estudiar amb ell. L'escola de Tàrrega es va bifurcar en dos, els que tocaven amb el tou dels dits, i els que es deixaven créixer les ungles. Al primer grup pertanyien: Estanislao Marco, Josefina Robledo, Salvador García i Emilio Pujol. Al segon: Miguel Llobet i Joaquín García de la Rosa, amb qui també vaig tindre la sort d'estudiar. Ell era un ancià i jo un xiquet de tretze anys, però recorde aquell contacte com un miracle de la meua existència. Parlàvem els dos com si tinguérem la mateixa edat. No recorde qui s'acostava a qui, però estic segur que en eixe misteri estava la clau del corrent que s'estableix entre deixeble i mestre, i pel que passaven no sols coneixement i experiències sinó un amor. Esta Guajira és la primera obra que un compositor va escriure per a mi i jo desitge acabar el disc amb ella per a retre homenatge a l'home que va depositar la seua confiança en mi quan jo era a penes un adolescent. Espere no haver defraudat la seua ni la de cap dels que es van brindar a ensenyar-me el millor d'ells mateixos."

## Composició
Les seues composicions per a guitarra s'insereixen en l'estètica de la música de saló. Escrites amb gràcia i amb gran coneixement de l'instrument, la majoria són peces breus, miniatures exquisides (valsos, masurques, tangos...) impregnades de l'estil romàntic i amb grans dosis d'inspiració en les fonts populars. Música lleugera i agradable que aconsegueix la immediata comunicació amb el públic. Va adaptar el folklore d'algunes regions espanyoles com queda reflectit en la Gran Jota Aragonesa, Malagueñas, Granadinas, Danzas valencianas...
El seu catàleg supera el centenar d'obres originals per a guitarra, a més d'una cabalosa llista de transcripcions per a rondalla dels grans mestres. Com a obres didàctiques té un mètode de guitarra, un mètode per a llaüt i diversos quaderns d'estudis tècnics progressius. Tan sols va publicar dues obres en la Biblioteca Fortea: Serenata i Preludio en Re, per la qual cosa la seua obra ha romàs inèdita gairebé mig segle fins a la investigació iniciada per Jorge Orozco l'any 2000 i que ha donat els seus primers fruits amb la gravació de la seua obra patrocinada per l'Institut Valencià de la Música.